# Osvaldo Abreu
Osvaldo Abreu (Bissau, 3 de julho de 1963) é um engenheiro e político da Guiné-Bissau. É membro do Partido Africano para a Independência da Guiné e Cabo Verde (PAIGC).

## Biografia
É licenciado em Engenharia Civil, pelo Instituto Superior Técnico da Universidade Técnica de Lisboa. Fez o Mestrado em Avaliações do Imobiliário pela Escola Superior de Avaliações Imobiliárias de Lisboa. Perito Avaliador Imobiliário credenciado pelo Ministério das Finanças de Portugal desde 1994. Exerceu a função do diretor-geral das Infraestruturas. Foi Ministro das Infrasestruturas, Habitação e Desenvolvimento Urbano no governo de Aristides Gomes.